# Mazzerismo
El mazzerismo es una creencia del folclore corso en un don de profecía fúnebre, adquirido durante el sueño por individuos relacionados con la comunidad. Durante esta actividad, el cuerpo astral del mazzeru caza y mata animales. Se le apoda "El cazador de almas" o "El mensajero de la muerte".

## Origen
El mazzerismo se localiza esencialmente en Córcega. Según ciertos investigadores, remonta probablemente a un periodo más antiguo que la religión megalítica, aquella de los pueblos cazadores y cosechadores; según otros, el origen de estas creencias se debe buscar en el seno mismo de la Iglesia. El vínculo místico entre el mazzeru y su víctima hace eco al que debía que existir entre el cazador pre-neolítico y su presa, mostrando así numerosos puntos comunes con el chamanismo.

## Etimología
"Mazzero" evoluciona de "mactator" (asesino o carnicero), substantivización del verbo latino "mactare", de donde también proviene el vocablo italiano y español “matar”. Según las regiones, se lo denomina "culpadore" ("colpatori" en la región de Figari), "acciacatore", "mazzeru" ("mazzatori" en Gualdariccio), "lanceri" en el Sartenais, "nuttambuli" (noctámbulos) o "sunnambuli" (sonámbulos) en Appietto, "murtulaghj" en Marignana (Piana) y Corte. El término "masseriu" pertenece al vocabulario religioso siciliano y designa a la persona encargada de introducir a los fieles en la iglesia antes de una ceremonia.. El vocablo "mazzerismo" es un neologismo reciente, creado hacia 1975.

## Los Mazzeri
Los mazzeri cazan solos, aunque sean personas físicas como sus congéneres, teniendo una vida social y personal, son considerados por la comunidad como seres  sobrenaturales, que conectan el más allá al mundo de los vivos. En la vida corriente son personas pacíficas. Se les reconoce en su mirada: no miran directamente, sino que miran a través de uno. Se dice que el elegido como mazzeru se vuelve ausente, soñador, amante de la soledad, comenzando también a manifestar visiones proféticas. Muestran un estado depresivo y de tristeza, sin duda porque tienen conciencia de ser el instrumento involuntario de la muerte, ya que actúan en un estado semejante a la hipnosis, como lo hace el Ankou bretón. La etnología afirma que la imagen del mazzeru se construye en oposición a la stregha (la bruja), basada en la anteposición de sus actividades: allí donde la stregha hace daño voluntariamente, el mazzeru da la muerte a pesar de si y regula así el equilibrio del cosmos. Informando a la comunidad de lo que sucederá, el mazzeru es, a pesar de su poder, integrado totalmente, mientras que la stregha, imagen del caos, vive separada del mundo civilizado.
Su arma preferida es un pesado bastón, la " mazza ", pero utilizan también el fusil, la lanza, el hacha, la daga, el cuchillo y las piedras.

## La caza y la predicción
Dado que se encuentra en el umbral de los mundos y las religiones, el mazzeru pertenece a las zonas fronterizas y a los lugares más salvajes, a los pasos más desolados, a los vados y a los ríos. Estos cruces son sus lugares favoritos. La caza se realiza en emboscada y sigue el mismo patrón que la caza tradicional, cerca de lugares con agua, en sitios baldíos, salvajes e impenetrables. Los cursos de agua marcan el límite de un mundo a otro. El agua es también el lugar predilecto de los espíritus, de los muertos que no han expiado sus pecados; espíritus que están relacionados con los mazzeri. A veces también cazan en las calles. Una vez muerta la bestia, la voltea boca arriba y es entonces cuando ve la cabeza del animal metamorfosearse en el rostro de una persona que conoce y que pertenece a su ámbito social. La persona reconocida morirá infaliblemente en un lapso de tres días a un año. Si solo logra herir a un animal, la persona involucrada tendrá un accidente o se enfermará. Las mismas partes del cuerpo se ven afectadas. Su función puede entonces resultar beneficiosa: puede actuar sobre el curso de las cosas y cambiarlo en favor del individuo a quien reconoce.

## La caza onírica
El período de caza tiene lugar durante los sueños. La mayoría de las veces, sucede cerca de su casa, en paisajes reconocibles. La distinción entre los sueños y la realidad no es fácil. Algunos mazzeri realmente salen de noche, otros solo lo hacen durante sus sueños. Existe entonces una suerte de personalidad dividida. Es difícil saber si son los mazzeri los que sueñan o los testigos que afirman haberlos visto en su actividad, mientras que los mazzeri no recuerdan haber soñado ni haber salido de noche. La explicación de las mazzeri es que su alma o espíritu sale. Su espíritu se encuentra durante la caza con el de su víctima, que ha tomado forma animal. Cuando mata al animal, separa el espíritu del cuerpo, pudiendo el cuerpo sobrevivir por algún tiempo, pero esta supervivencia es sólo una prórroga. Ciertos mazzeri cuentan que experimentan sus sueños como impuestos por una fuerza superior y sus actos escapan al control de su voluntad, por lo que no pueden ni siquiera escoger sus víctimas. Las personas llamadas a cazar en sueños no reaccionan  del mismo modo: algunos lo hacen de mala gana, bajo coacción y sintiéndose culpables, otros se regocijan. Para algunos, la caza se convierte en una verdadera droga, una adicción que ejerce una siniestra fascinación sobre ellos..

## La Mandrache
Los mazzeri del mismo pueblo no son hostiles entre sí, a diferencia de con los de otros pueblos. La Mandrache es una batalla entre los mazzeri de dos pueblos. que suelen tener lugar en un paso. Ocurre en la noche del 31 de julio al 1 de agosto: los mazzeri, agrupados en milicias, se enfrentan a los de la comunidad vecina. Esta guerra se realiza con la ayuda de asfódelos. Lo que está en juego en esa guerra vegetal es la tasa de mortalidad para el próximo año en cada una de las comunidades; entre los vencedores, la mortalidad será baja; entre los vencidos, alta.

## Transmisión del don
Para devenir mazzeru, hace falta tener un don psíquico, cuyo origen es misterioso, y ser iniciado, cosa que habitualmente sucede a través de un miembro de la familia, ya que se transmite generalmente de modo hereditario. La vocación es obligatoria, ya que el elegido no puede negarse a ella. A lo sumo, el iniciador puede lograr que su nuevo colega no sea un “mazzeru acciaccatore”, es decir, cazador. En ese caso, será solo "mazzeru", es decir, "salvatore", salvador de almas y comparable en ello al chamán blanco asiático o al mago blanco de Francia, que son curanderos. Según la creencia popular tradicional, un mazzeru es una persona que ha sido bautizada de forma impropia, habiendo omitido el sacerdote o los padrinos alguna palabra o gesto en la ceremonia.
El mazzeru, para Roccu Multedo, parece ser a la vez sacrificador, psicopompo y sanador. El animal perseguido representa el alma de un enfermo que no conoce su estado, y a quien el mazzeru aún no conoce, un alma que acaba de dejar su cuerpo. Esta partida del alma es precisamente la causa de la enfermedad. El sacerdote mazzeru persigue al animal y lo mata para ofrecerlo a Dios, y así obtener la curación del enfermo. Será entonces tarea del curandero mazzeru tratar de detener la hemorragia, hacer que la sangre se coagule y facilitar al paciente, así privado de su alma, el peligroso cruce del puente o del vado que constituye el par fronterizo, excelencia entre los dos mundos, a pesar de los "mazzeri-acciaccatori" (asesinos) que harán todo lo posible para impedirlo.